# Табу (сериал, 2017)
„Табу“ (на английски: Taboo) е британски сериал от 2017 година, криминална драма по идея на Том Харди, Чипс Харди и Стивън Найт.
Действието се развива в Лондон през 1814 година, където смятан за изчезнал авантюрист внезапно се завръща в родината с претенции към наследството на баща си, което го въвлича в конфликт с близките на сестра му, с правителството и с Източноиндийската компания. Главните роли се изпълняват от Том Харди, Джонатан Прайс, Джейсън Уоткинс, Уна Чаплин, Джеси Бъкли.